# Плов с мидиями
Плов с мидиями или Плов из мидий – блюдо одесской кухни, которое готовится из риса и мидий Черного моря (Mytilus galloprovincialis). Также встречается на черноморском побережье Болгарии и в Крыму.

## История
Исследователи одесской кухни считают, что на ее формирование повлияла кухня греков и итальянцев. Рецепт приготовления плова вероятно попал в Одессу из Италии, где он популярен с XIV века.
Это блюдо можно готовить с замороженными средиземноморскими мидиями (Mytilus galloprovincialis ), однако по аутентичному рецепту он готовится из свежих черноморских мидий, выловленных накануне. Подобные блюда, такие как паэлья и ризото с мидиями в итальянской и испанской кухнях содержат в рецептах, кроме мидий, другие морепродукты , курицу, грибы, сыр, но одесский плов с мидиями готовится только с мидиями.

## Ингредиенты
Для приготовления плова с мидиями необходимо мясо мидии, рис (желательно длинный), лук репчатый, морковь, можно добавлять томаты. Жарят овощи и мясо мидий обычно на подсолнечном масле, но можно использовать любое растительное масло. Из специй добавляют чеснок, соль, перец черный молотый, зиру, зелень по вкусу. Также может добавляться вместо воды сок от мидий, рыбный бульон, вино.